# Йоаникий Константинидис
Йоаникий (на гръцки: Ιωαννίκιος) е гръцки духовник, митрополит на Вселенската патриаршия.

## Биография
Роден е в 1814 година в населишкото македонско село Радовища с името Константинидис или Рангавас (Κωνσταντινίδης, Ραγκαβάς). В 1859 година става никейски митрополит, в 1860 година замества вселенския патриарх. От 1838 до 1840 година учи във Великата народна школа в Куручешме (Ксирокрини) в столицата Цариград. В 1846 година при патриарх Антим VI Константинополски е назначен за велик протосингел на Вселенската патриаршия.
През декември 1847 година Йоаникий е ръкоположен за нишки митрополит. В Ниш Йоаникий се показва като един от най-способните митрополити на целия XIX век. Управлението му в Ниш съвпада с периода на налагане на танзиматските реформи и стремежа на Вселенската патриаршия да разшири правата на християните на полуострова. При предшественика на Йоаникий Венедикт II Нишки в града в 1844 година е отворено голямо сръбско училище. След Кримската война и издаването на Хатихумаюна в 1856 година Йоаникий започва да изгражда нова катедрална църква в града „Света Троица“.
На 20 юни 1859 година Йоаникий е избран за никейски митрополит. От 12 май 1878 година Йоаникий е ираклийски митрополит.
В 1871 година заедно със Стефан Нукас от Драмища и Константинос Томаидис от Влашка Блаца основава Македонското константинополско образователно братство. Целта на братството е поддържане на гръцката култура и образование в Македония и особено в Населица, Гревенско, Костурско и Сятищко. Братството основава Цотилската гимназия.
Йоаникий умира на 25 януари 1879 година в Цариград.